# Mobility ADO
Mobility ADO es una empresa mexicana multinacional especializada en soluciones integrales de movilidad fundada en 2017. Su filial principal, Autobuses de Oriente (ADO) fue fundada en 1939, y la compañía ha evolucionado para ofrecer una amplia gama de servicios de transporte que incluyen autobuses de larga distancia, transporte urbano, servicios turísticos y movilidad empresarial tanto en México como en toda Centroamérica y España.
Empresa líder en soluciones de movilidad en México y España, transportando más de 500 millones de pasajeros al año. La compañía opera con una flota de 11,000 unidades en excelentes condiciones, recorriendo un total de 1,000 millones de kilómetros anualmente. Además, cuenta con una red de más 400 terminales y estaciones de transporte terrestre, lo que le permite ofrecer un servicio de alta calidad y amplio alcance.

## Historia
- 1939: Fundación de ADO (Autobuses de Oriente), iniciando operaciones con una ruta entre la Ciudad de México y Veracruz.
- 1940s-1960s: Expansión de rutas y crecimiento de la flota de autobuses. ADO se establece como una de las principales empresas de transporte terrestre en México. Adquisición de Autobuses Unidos (AU).
- 1970-1980s: ADO diversifica sus servicios, introduciendo rutas y servicios prémium para mejorar la experiencia de los pasajeros. Adquisición de Ómnibus Cristóbal Colón (OCC).
- 1990s: Continuación de la expansión con nuevas rutas y mejora de la infraestructura de terminales de autobuses en varias ciudades de México.
- 2000s: Creación del Turibus.[4] Adquisición de Estrella de Oro y de Grupo Texcoco. Incursión en sistemas BRT.
- 2011: Venta de la empresa de logística MultiPack, propiedad del entonces Grupo ADO (hoy Mobility ADO), a FedEx por 112 millones de dólares.[5]
- 2013: Adquisición de Grupo Avanza, una empresa de transporte urbano en España, marcando el inicio de su expansión internacional.[6]
- 2017: Transformación de ADO en Mobility ADO, reflejando su evolución de una empresa de transporte a un proveedor integral de soluciones de movilidad. Este cambio incluye la adopción de nuevas tecnologías y servicios, así como la expansión de su presencia en Europa y América Latina.
- 2019: Introducción de la electromovilidad con la implementación de autobuses eléctricos en la Línea 3 del Metrobús en la Ciudad de México. Adquisición de Ticabus ampliando los servicios en Centroamérica.[2] Creación de la marca Cristóbal Colon (Centroamérica).
- 2023: Mobility ADO fortalece su estrategia de digitalización y conectividad, mejorando los servicios a través de herramientas tecnológicas y sistemas eficientes de monitoreo del transporte urbano.[7]Concesión otorgada a Mobility ADO para operar el IE-TRAM en Yucatán.[8]
- 2024: Se amplía la presencia hasta el país sudamericano de Chile adquiriendo una parte no revelada de la matriz de Hualpén Buses. [9][10]
- 2025: Ticabus se integra formalmente a Mobility ADO dando así un paso más en su expansión por Centroamérica.

## Servicios ofrecidos
Mobility ADO ofrece una variedad integral de soluciones de transporte:
1. Larga Distancia: Servicios de autobuses que cubren trayectos extensos, conectando diferentes ciudades y regiones.
2. Movilidad Urbana: Soluciones para el transporte dentro de las ciudades, incluyendo autobuses urbanos y otros medios de transporte público.
3. Interurbano o Cercanías: Transporte entre ciudades cercanas, facilitando la movilidad en áreas metropolitanas.
4. Movilidad para Turismo: Servicios especializados en transporte turístico, brindando comodidad y accesibilidad a los destinos turísticos.
5. Tecnologías para la Movilidad: Desarrollo e implementación de tecnologías avanzadas para mejorar la eficiencia y sostenibilidad del transporte.
6. Movilidad en Terminales: Gestión y operación de terminales de autobuses e aeropuertos, asegurando una experiencia de viaje fluida y organizada.
7. Movilidad a la Medida: Soluciones personalizadas de transporte que se adaptan a las necesidades específicas de diferentes clientes y mercados.

## Innovaciones
Mobility ADO se destaca por su compromiso con la sostenibilidad y la innovación. Algunos de sus proyectos más relevantes incluyen:
- Automost: Un innovador autobús autónomo de cero emisiones desarrollado en colaboración con Avanza en España.[12]
- DIGIZITY: Un proyecto de movilidad urbana sostenible en Zaragoza, España, que utiliza inteligencia artificial para mejorar la eficiencia del transporte.[13]
- IE-TRAM: Una iniciativa revolucionaria de transporte público electrificado único en Latinoamérica en el estado de Yucatán, México.[14]

## Competencia
En México, su principal competidor es Grupo IAMSA, otra poderosa entidad en el sector de transporte terrestre, que también opera una amplia red de rutas y servicios de autobuses de larga distancia y transporte urbano. Grupo IAMSA, que incluye marcas como ETN y Turistar, se destaca por sus servicios prémium y su fuerte presencia en diversas regiones del país. Esta también es propietaria de Viva una línea de bajo de costo en México.
En España, Mobility ADO enfrenta competencia de empresas como Alsa, que es una de las principales compañías de transporte de pasajeros por carretera en el país. Alsa, perteneciente al grupo británico National Express, ofrece servicios de autobuses de larga distancia, transporte urbano e interurbano, y servicios de transporte turístico, compitiendo directamente con Mobility ADO en varios segmentos del mercado español.